# Vapentekniska samlingarna
Vapentekniska samlingarna ingår i Eskilstuna stadsmuseum.
Vapentillverkningen har mycket gamla anor i Eskilstuna. Hertig Karl, sedermera kung Karl IX, inrättade ett vapenfaktori i Eskilstuna redan 1604.
Verksamheten upphörde i början av 1620-talet då smedjor och verkstäder utarrenderades till privata företagare.
Carl Gustafs Stads Gevärsfaktori etablerades 1812. Samtidigt lades faktorierna i Söderhamn och Norrtälje ned på grund av det utsatta läget på östersjökusten där ryssarna härjade i omgångar.
Vid sidan av Husqvarna blev Carl Gustafs stads gevärsfaktori landets enda faktori med tillverkning av finkalibriga vapen. Fram till 1969 tillverkades kända vapentyper här på Faktoriholmarna, bland annat Mausergeväret, Remingtongeväret och granatgeväret Carl Gustaf.
Det var vid gevärsfaktoriet som C E Johansson utvecklade sin kända kombinationsmåttsats. Den kom att användas för precisionsmätning i industrier över hela världen.
Eskilstuna stadsmuseums vapentekniska samlingar innehåller ett tusental olika typer av vapen från olika tider, bland annat:
- Blanka vapen - bajonetter, sablar, värjor, pallascher
- Bågvapen - armborst
- Stångvapen - pikar, hillebarder, bardisaner
- Eldvapen - eldhandvapen, kanoner, kulsprutor